# 사층리

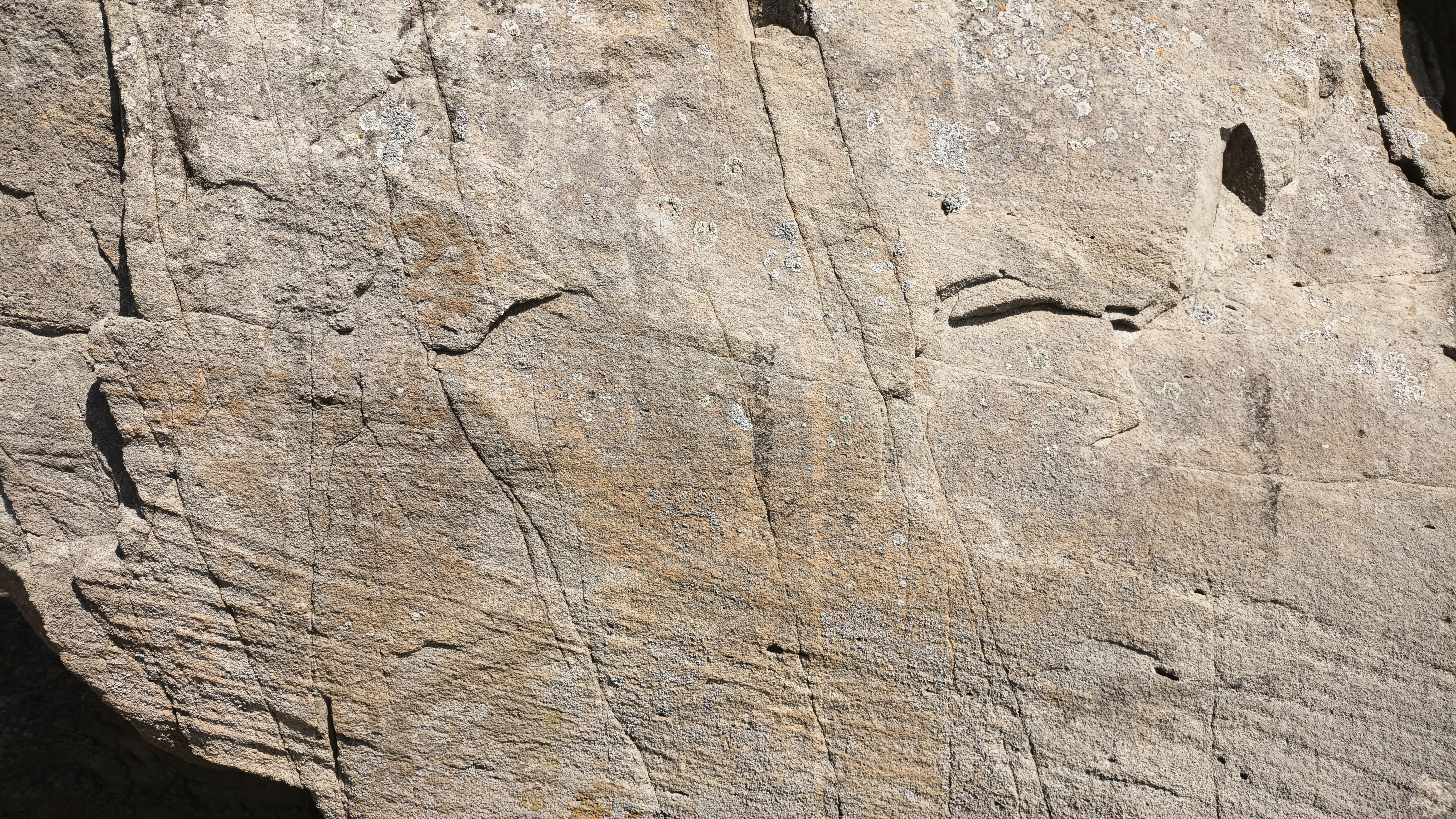
경상 누층군 하산동층의 사층리, 하동군

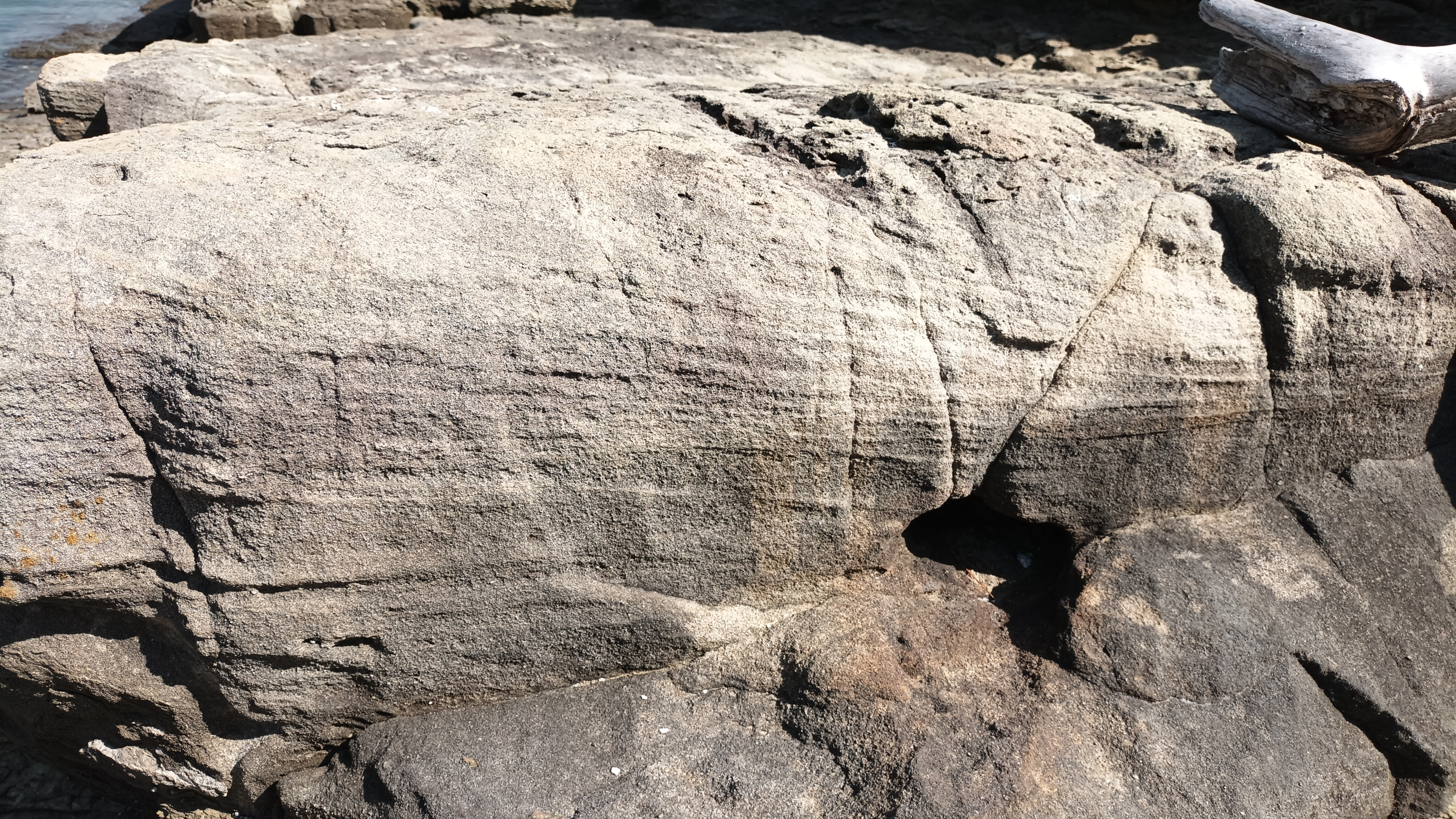
경상 누층군 하산동층의 사층리, 하동군

사층리

사층리는 지층의 층리가 주된 층리면과 비스듬하게 만나는 상태이다. 주로 연흔(漣痕)이나 모래 물결 등과 같은 퇴적층 형태나 사주(砂洲)의 이동에 의해서 형성된다. 사층리는 층리면의 모양에 따라서 층리면이 편평한 평판형 사층리와 주요 층리면이 국자 모양의 곡면을 나타내는 트라프 사층리의 두 종류로 나뉜다. 